# Želénky (przystanek kolejowy)
Želénky – przystanek kolejowy w Želénkach, w kraju usteckim, w Czechach. Jest ważnym węzłem kolejowym. Znajduje się na wysokości 220 m n.p.m.
Jest zarządzany przez Správę železnic. Na przystanku nie ma możliwości zakupu biletów, a obsługa podróżnych odbywa się w pociągu.

## Linie kolejowe
- 130 Ústí nad Labem – Chomutov